# عاشیک‌لار (آردانوچ)
عاشیک‌لار (به ترکی استانبولی: Aşıklar) یک منطقهٔ مسکونی در ترکیه است که در آردانوچ واقع شده‌است. عاشیک‌لار ۳۳ نفر جمعیت دارد.